# Dębnica (województwo pomorskie)
Dębnica (niem. Damnitz, kaszub. Dãbnica) – wieś w Polsce położona w województwie pomorskim, w powiecie człuchowskim, w gminie Człuchów. Siedziba sołectwa Dębnica, w którego skład wchodzą również Płonica i Przytok.
W latach 1975–1998 wieś administracyjnie należała do województwa słupskiego.
Wieś królewska starostwa człuchowskiego w województwie pomorskim w drugiej połowie XVI wieku. 

## Integralne części wsi
| SIMC    | Nazwa   | Rodzaj    |
| ------- | ------- | --------- |
| 0742813 | Przytok | część wsi |

## Historia
W 1970 roku koło Płonicy odkryto cmentarzysko urnowe. Wieś została lokowana przez komtura człuchowskiego Ludolfa Hake w 1252 roku na 62 włóki, w tym 4 włóki dla proboszcza. Zasadźcą i pierwszym sołtysem został Dompnitz. Lustracja z 1565 roku podaje, że był tu kościół z podania królewskiego, oraz że na chłopów nałożono opłatę po ćwiertni zboża z włóki i od każdego udzielonego sakramentu po dwanaście denarów oraz od kolędy l grosz. W 1570 roku protestanci przejęli kościół, a pastor dojeżdżał odprawiać nabożeństwa z Człuchowa. Po 1617 roku kościół powrócił do katolików i przyłączono go do parafii w Człuchowie. 
Opis wsi „Dembnicy" z 1624 roku potwierdza dane dokumentu lokacyjnego z 1352 roku i precyzuje, że było wówczas 6 włók sołeckich, 4 proboszczowskie, l włóka wybraniecka i l włóka młynarska. Na pozostałych 50 włókach gospodarowali chłopi, których było 20. W czasie najazdu szwedzkiego wiele gospodarstw było pustych (spalonych), ubyło mieszkańców, którzy zginęli od zarazy i głodu. W I połowie XVIII w. ma miejsce rozwój gospodarczy i wzrasta liczba mieszkańców wsi. Z dokumentu z 1746 roku wiemy, że puste gospodarstwo otrzymał Jan Rymcr (Ricmer), który był chłopem poddanym i musiał co roku stawać z podwodą do Gdańska i płacił też 30 guldenów czynszu. 
Neogotycki kościół zbudowano w 1796 roku, a po starym kościele pozostała stara drewniana wieża oraz konfesjonał. Do sierpnia 1986 roku kościół był filią parafii w Człuchowie, obecnie jest tu siedziba parafii pod wezwaniem Świętego Krzyża. W latach 90. wybudowano nowy budynek plebanii i utworzono nową parafię. Należą do niej kościoły w Mosinach i Ględowie. Pierwszym proboszczem był ks. Zygmunt Fąs. 
W Dębnicy urodził się w 1876 roku Jan Riemer, który ukończył gimnazjum w Chojnicach, studia wyższe we Wrocławiu i po odzyskaniu niepodległości przez Polskę organizował na Pomorzu szkolnictwo. Był on też kuratorem w Toruniu, a od 1928 roku wykładał w Wyższej Szkole Handlowej w Warszawie. Zmarł w 1941 roku i pochowany został na Powązkach w Warszawie.

## Zabytki
Według rejestru zabytków NID na listę zabytków wpisane są:
- kościół parafialny pw. Świętego Krzyża, 1894, z drewnianą wieżą z XVIII w., nr rej.: A-1831 z 5.06.2008
- cmentarz kościelny, nr rej.: j.w.

Ponadto w Dębnicy znajdują się dwa budynki mieszkalne drewniano-murowane – z połowy XIX w. i końca XIX w., budynek mieszkalny murowany z połowy XIX w., budynek mieszkalny murowany z początku XIX w., 2 budynki mieszkalne murowane z początku XX w., budynek gospodarczy murowany z końca XIX w. i budynki mieszkalne drewniane z 1785 r. i z 2 połowy XIX w..